# Склярова, Виктория Степановна
Склярова Виктория Степановна (16 января 1990, Россия) — Российская спортсменка, выступающая в легкой весовой категории.

Чемпионка России СБИ ММА, Чемпионка Мира IOMAF, Мастер СБИ России. Один из организаторов международной лиги смешанных единоборств ProFC и Спортивный журналист.

Профессиональный рекорд 3-3-0.

## Биография
Виктория родилась 16 января 1990 года в городе Шахты.

Была замужем, оставила фамилию бывшего мужа после развода, так как есть общий ребёнок, дочь Валерия 2011 года рождения.

## Спортивная карьера

### Ранние годы
Никогда не планировала стать спортсменкой, даже мечтать не могла.

В детстве мечтала стать агентом ФБР, а повзрослев пойти на войну.

### Любительская карьера
В 2015 году попав на турнир ProFC познакомилась с менеджером, который организовал бой на турнире Fight Nights в Москве. Имея за спиной лишь полгода занятий кроссфитом, согласилась и вышла на профессиональный бой без опыта и тренировок, впоследствии осталась в этой сфере.

После победы на соревнованиях в родном городе Шахты, тренер Ростовского Пересвета Тимербеков О.О. позвал в Пересвет.

Переехала в 2016 году в Ростов-на-Дону.

В 2018 году выиграла Россию по ММА и отобралась на чемпионат мира в Грецию.  Оплатил поездку Баста.

Соревнования IOMAF World Championship проходили в рамках International Extreme Games на острове Родос в Греции. Борьба шла с 4 по 13 мая.

### Профессиональная карьера
Начала профессиональную карьеру раньше любительской, проведя сразу профессиональный бой в 2015 году на турнире Fight Nights.

Затем окрепнув в любителях с 2016 года, вернулась в профессиональную карьеру в 2018 году и стала участницей первого женского боя в известной российской лиге RCC.

Чемпионка России СБИ ММА 2018 год.

Чемпионка Мира IOMAF 2018 год.

Мастер СБИ России.

Профессиональный рекорд 3-3-0.